# Константинос Селцас
Константинос Димитриу Селцас (на гръцки: Κωνσταντίνος Δημητρίου Σέλτσας) е гръцки стоматолог и политик от Коалицията на радикалната левица (СИРИЗА), депутат в Гръцкия парламент прези януари и септември 2015 година.

## Биография
Роден е през януари 1956 година в леринското село Горно Върбени (Ксино Неро), Гърция. Завършва училището по стоматология на Солунския университет и от 1986 година работи на свободна практика в Суровичево (Аминдео). Говори български език.
Селцас е кмет на Горно Върбени преди реформата на закона „Каподистрияс“. Участва в обществените дела в Лерин и е кандидат от СИРИЗА на общински, областни и парламентарни избори.
През август 1998 година жителите на Горно Върбени, начело с кмета Константинос Селцас, не позволяват на гръцки националисти, сред които и членове на гръцката крайнодясна организация Златна зора и архимандритът на Суровичево Севастиан да проведат в селото честване на убития на 28 август (10 септември) 1904 година от ВМОРО гъркоманин Петър Поппетров (Петрос Папапетрос). През август 2000 година сблъсъкът се повтаря и статуята на Папапетрос, дотогава многократно събаряна от върбенци и след това възстановявана от властите, мистериозно изчезва, което води до скандал в гръцкия парламент. Управителят на ном Лерин Павлос Алтинис коментира новия инцидент така:
| „ | Както е известно Ксино Неро от много години е в обхвата на българската и на втори план на славомакедонската пропаганда... [жителите му] са недостойни гърци, които се представят като българеещи се или славомакедонеещи се, за да получат парични облаги от чужбина. | “ |

Избран е от СИРИЗА за депутат от избирателен район Лерин на изборите през януари и септември 2015 година.